# イランにおける信教の自由
イランにおける信教の自由（イランにおけるしんきょうのじゆう）では、イランにおける信教の自由の扱いについて記述する。イランにはイスラム教を優位とする宗教的不平等、宗教の違いによる迫害が存在している。

## 背景
現在のイランはイスラム共和制であり、イスラム教シーア派の実質的な聖職者達（イスラームでは建前上聖職者は居ないため、“実質的な”聖職者であるにとどまる）による神権政治が敷かれている。故に古典イスラーム法（シャリーア）が国法となっており、シャリーアには他の信仰に対するイスラームの絶対的優越性が明記されているため、イスラム教徒による宗教的迫害を正当化する根拠となっている。これはイラン革命の最高指導者ルーホッラー・ホメイニー自身も明言していることであり、彼は自分の著作でたびたび非ムスリムはムスリムが支配的な国では差別されて当然であり、ズィンミーとして生きられるだけでも満足するべきと公言していた。また後述するようにイランではバハイ教徒が厳しく迫害されているが、彼等の信仰を『有害であり受け入れがたい』として、ズィンミー相当の権利すら与えることを拒んだのもホメイニである。

## 実情
現在のイランでは、国教であり絶対的優越を認められたイスラム教シーア派が頂点に立ち、派は違えど同じムスリムとして扱われるスンナ派がその次に位置する。イスラーム以外の宗教については、憲法でゾロアスター教徒、ユダヤ教徒、キリスト教徒が厳しい制限つきながら信教の自由を認められており、かつてのズィンミー（異教徒の隷属民）に相当するとされる。これら三教の信者は国会に少数の議席を持つなど『保護』を受けているが、これら三教の信者がイスラームに改宗することは奨励されるのに対し、その反対は厳しく罰せられており、場合によっては死刑になることもある。またイスラム教徒で無い限り、政府の指導的立場に着くことは事実上不可能である。

## バハイ教徒への迫害
これら『保護』された宗教の下にイスラームの異端（カーフィル）として支配層に認知されるバハイ教徒が存在しており、彼等の信仰は法律で禁止されているため多くがムスリムを装って生活しているとされる。バハイ教の前身にあたるバーブ教も公には信仰を認められていない。バハイ教の信仰が発覚した場合、逮捕・投獄されることや場合によっては死刑に処されることもあり、問題視されている。また無神論者・無宗教者も同様の扱いを受けている。

## 参照
1. ↑  Hukuma Islamiyya, n.p. (Beirut), n.d., pp. 30ff.; Vilayat-i Faqih, n.p., n.d., pp. 35ff.; English version (from the Arabic), Islamic Government (U.S. Joint Publications Research Service 72663, 1979), pp. 22ff.; French version (from the Persian), Pour un gouvernement islamique (Paris, 1979), pp. 31ff. Another version in Hamid Algar, Islam and Revolution: Writings and Declarations of Imam Khomeini (Berkeley, 1981), pp. 45ff.
2. ↑  James Cockroft著 "Seven Days"（七日間）
3. ↑  “イラン新政権下でクリスチャンへの迫害強まる : 殉教者の娘夫婦が逮捕される”. JP NEWS（クリスチャン新聞ダイジェスト） (いのちのことば社 ジャーナル出版事業部). (2006年10月10日).  オリジナルの2007年11月7日時点におけるアーカイブ。
4. ↑  Affolter, Friedrich W. (2005). "The Specter of Ideological Genocide: The Bahá'ís of Iran"
5. ↑  バハーイ教徒54名がイランで逮捕される
6. ↑  “Dhabihullah Mahrami: Prisoner of Conscience（『良心の囚人』）”.   アムネスティーインターナショナル (1996年10月1日). 2007年7月1日時点のオリジナルよりアーカイブ。2015年10月6日閲覧。